# Люди, пов'язані з Кропивницьким
Люди, які народились або тривалий час жили та працювали у Кропивницькому:

## А
- Авдєєв Вадим Миколайович — український співак (тенор).
- Агібалов Василь Іванович — український скульптор. Співавтор Меморіального комплексу Слави у Кропивницькому (1994).
- Айзеншток Ієремія Якович — український і російський літературознавець. Кандидат філологічних наук (1935). Народився у Кропивницькому.
- Аксьонов Володимир Григорович — український спортсмен (футболіст), тренер. Заслужений тренер України (1990). Виступав у командах майстрів Кропивницького.
- Алексєєв Микола Михайлович — український живописець.
- Антоньєва Ганна Петрівна — Народна депутатка України, член групи «Відродження регіонів», голова ДемПУ, член Контрольної комісії з питань приватизації; засновниця кіровоградського вино-горілчаного виробничого об'єднання «Артеміда». З квітня 2002 по березень 2005 — Народний депутат України 4-го скликання, обрана по виборчому округу № 99 Кіровоградська область.
- Ануфрієв Микола Іванович — український міліцейський чин, правник і громадський діяч. Свою кар'єру починав як слідчий відділу внутрішніх справ Кіровоградського райвиконкому. Почесний громадянин міста Кропивницького.

## Б
- Бабич Ярослава Віталіївна — поетеса. Народилась у Кропивницькому.
- Бабій Іван Олексійович — український живописець, рисувальник. Народився у Кропивницькому.
- Базилевський Володимир Олександрович — український письменник, літературний критик, перекладач. Працював кореспондентом газети «Кіровоградська правда» та керівником літературної студії «Сівач»
- Балановська Леоніда Миколаївна — українська і російська співачка (сопрано). З 1918 разом із Каролем Шимановським організувала музичне життя в Кропивницькому.
- Бандурка Данило Степанович — Гайдамацький бандурист. У 1761 р. був доставлений у фортецю св. Єлизавети (сучасний Кропивницький), як «запорожський гайдамака» і ув'язнений царською владою.
- Барський Михайло Ілліч — український режисер театру, заслужений діяч мистецтв України (від 1989 року); головний режисер Кіровоградської студії телебачення (1965—89), художній керівник Музично-драматичного театру ім. Кропивницького (від 1989).
- Бачурський Олександр Георгійович — прапорщик Збройних сил України, учасник російсько-української війни.
- Береговський Станіслав Степанович — радянський футболіст. Захисник, виступав, зокрема за «Зірку» (Кропивницький), «Суднобудівник» (Миколаїв) і «Карпати» (Львів).
- Берлін Хаїм (1832—1913) — рабин в Єлисаветграді у 1892—1906 роках.
- Биковський Кирило Сергійович (1992—2021) — солдат Збройних сил України, учасник російсько-української війни.
- Білецький Микола Сергійович — український актор.
- Білостоцький Юхим Ісайович — український радянський скульптор. Народився у Кропивницькому.
- Близнюк Ілля Владиславович — Ілля Владіславович Близнюк (* 28 липня 1973, Запоріжжя) — український футболіст, воротар і тренер. Виступав за збірну України. Головний тренер футбольного клубу «Маріуполь». Футболіст «Зірки».
- Бойко Анатолій Іванович — фахівець у галузі механізації сільськогосподарського виробництва, доктор технічних наук (1992), професор (1996).
- Бойчук Олександр Андрійович — український математик, доктор фізико-математичних наук, професор, член-кореспондент НАН України, лауреат Державної премії України в галузі науки і техніки.
- Бондаренко Михайло Ілліч — Голова Ради Народних Комісарів Української РСР в серпні — жовтні 1937 року. Народився у Кропивницькому.
- Бондаренко Олександр Миколайович — український футболіст, захисник та півзахисник. Виступав за збірну України. Футболіст «Зірки».
- Боровков Орест Миколайович — радянський льотчик, учасник німецько-радянської війни.
- Брайченко Олексій Дмитрович — український історик, краєзнавець, педагог. Кандидат історичних наук. Доцент. Дослідник проблем історичного краєзнавства, історії та права України. Заслужений працівник народної освіти України (1997). Керівник Кіровоградського регіонального наукового центру дослідження історії Центральної України.
- Бракер Наталія Аркадіївна (1854—1933) — українська педагогиня, перекладачка, краєзнавиця, меценатка, мемуаристка.
- Браун Володимир Олександрович — український кінорежисер, заслужений діяч мистецтв УРСР (з 1954). Народився у Кропивницькому.
- Бундаш Мирослав Омелянович — український футболіст, нападник ФК «Зірка».
- Бурковський Анатолій Трохимович — учасник німецько-радянської війни, директор Кіровоградського кооперативного професійно-технічного училища.

## В
- Василина Петро Кирилович — голова Чорнобаївського комнезаму, директор Кам'янської МТС і голова Кам'янського райвиконкому. З 1939 року був призначений завідувачем сільськогосподарським відділом Кіровоградського обкому партії.
- Веремієв Володимир Григорович — радянський та український футболіст і тренер, в минулому півзахисник. Майстер спорту міжнародного класу (1975). Заслужений майстер спорту СРСР (1975). Заслужений тренер України (1986). Зараз є одним із тренерів збірної України. Футболіст «Зірки».
- Винниченко Володимир Кирилович — чільний діяч доби УНР, Голова Генерального секретаріату, генеральний секретар внутрішніх справ, автор правових актів УНР, літератор і публіцист. Народився у Кропивницькому.
- Вишняк Ярослав Васильович — український футболіст, захисник. Футболіст «Зірки».
- Вінницька Ольга Наумівна (1902—1984) — українська радянська театральна акторка.
- Вінтенко Борис Михайлович — заслужений художник України (1993), член Спілки художників СРСР (1983). Помер у Кропивницькому.
- Волк Ігор Петрович — 58-й космонавт СРСР і 143-й космонавт світу. В 1956 році закінчив Кіровоградське військове авіаційне училище льотчиків.

## Г
- Гайдамака Дмитро Абрамович — український актор і режисер. Помер в 1936 р.
- Галушкін Василь Максимович — учасник німецько-радянської війни, стрілець.
- Гарднер Семюел — американський скрипаль. Помер в 1984.
- Гвоздецький Володимир Павлович — український журналіст та письменник. Довгий час працював у обласній газеті Кіровоградська правда. Перший лауреат літературної премії імені Юрія Яновського.
- Гіталов Олександр Васильович — Депутат Верховної Ради СРСР 3-7 скликань, член ЦК КПУ в 1956—1990 роках.
- Глущенко Андрій Олександрович — колишній український футболіст (воротар). Перший тренер — Олег Дудка. Виступав за запорізькі «Металург» і «Торпедо», кропивницьку «Зірку», «Маріуполь». У квітні 2009 року завершив кар'єру футболіста.
- Голіусова Лариса Іванівна — заслужена діячка мистецтв України, директор Кропивницького музичного училища. Художня керівниця і диригентка єдиного на Кропивниччині симфонічного оркестру.
- Голота Петро Іванович — український письменник (поет, прозаїк), журналіст, художник. Народився у Кропивницькому.
- Гончар Григорій Моїсейович — учасник німецько-радянської війни, офіцер.
- Юрій Горліс-Горський — український військовий і громадський діяч, письменник, старшина Армії УНР. Під час участі у Холодноярському повстанні потрапив до Єлисаветградської в'язниці, звідки зумів утекти.
- Григор'єв Матвій Олександрович — військовий діяч часів УНР, повстанський отаман (із серпня 1918), командир Херсонської дивізії Армії УНР, полковник Армії Української Держави (1918), Головний отаман Херсонщини і Таврії (1919). Очолював наступ на Єлизаветград.
- Григорович Віктор Іванович — найбільший російський славіст українського походження, один з основоположників слов'янської філології в Росії. Помер у Кропивницькому.
- Громовий Віктор Володимирович — український педагог, Заслужений вчитель України, багаторічний голова Кропивницької міської Асоціації керівників шкіл, віце-президент Асоціації директорів відроджених гімназій України. У минулому — член ЦК ЛКСМУ, член правління Товариства «Знання».
- Гуляницький Трифон Маркович — червоний командир та керівник міського комітету Комуністичної партії, працював на різних керівних посадах періоду 1918–1947 років в Кропивницькому.
- Гусєв Сергій Євгенійович — український футболіст, нападник. Гравець збірної України. Останній в історії найкращий бомбардир першої ліги СРСР (1991), найкращий бомбардир чемпіонату України 1992/93. Футболіст «Зірки».

## Д
- Дараган Юрій Юрійович — український поет, представник «празької школи». Перший поет, в якого виразно окреслився комплекс ідей і почувань, характерний для «пражан». Народився у Кропивницькому.
- Дацький Василь Нестерович — краєзнавець.
- Діденко Іван Іванович — підполковник Армії УНР.
- Дмитрієв Олександр Володимирович — колезький радник, Почесний мировий суддя Єлисаветградського повіту з 1913 року по 1916 (з перервами), землевласник;
- Долуд Андрій — військовий діяч, полковник Армії УНР.
- Дон Амінадо — єврейський поет-сатирик, мемуарист. Народився у Кропивницькому.
- Донець Михайло Олександрович — український режисер, актор. Заслужений артист УРСР (1940).
- Дорогий Семен Васильович — український хоровий диригент, заслужений діяч мистецтв УРСР.
- Достоєвський Андрій Михайлович — міський архітектор, мемуарист; молодший брат Федора Михайловича Достоєвського.
- Дуюн Владислав Миколайович — український і російський футболіст. Грав, зокрема за «Металіст» (Харків), «Спартак» (Москва) і «Ростсільмаш» (Ростов-на-Дону). Чемпіон Росії 1996. Футболіст «Зірки».

## Е
- Роберт і Томас Ельворті — засновники АТ «Ельворті Роберт і Томас» (нині «Ельворті») в місті Єлисаветград.
- Ерделі Ксенія Олександрівна — російська арфістка, композиторка, педагогиня.
- Ерделі Олександр Семенович — Перебував спочатку на посаді голови Херсонської губернської земської управи, а потім — на посту Херсонського губернатора. Був удостоєний звання Почесного громадянина м. Єлизаветграда (Кропивницького).

## Є
- Євсеєнко Станіслав Леонідович — український футболіст. Майстер спорту. Футболіст «Зірки».
- Євтушенко Вадим Анатолійович — український футболіст (півзахисник), тренер. Заслужений майстер спорту СРСР (1986). Футболіст «Зірки».
- Єрещенко Роман Володимирович — український футболіст, воротар кропивницької «Зірки». Виступав за команди «Торпедо» (Мелітополь), «Таврія» (Сімферополь), «Титан» (Армянськ), «Кримтеплиця» (Молодіжне), «ІгроСервіс». Переможець чемпіонату України серед команд другої ліги 2005/2006 років. Бронзовий призер чемпіонату України серед команд другої ліги 2001/2002 і 2004/2005 років.

## Ж
- Жадов Олексій Семенович — учасник Другої світової війни. Командуючи військами 5-ї гвардійської армії, відзначився у Кіровоградській наступальній операції. Підрозділи цієї армії першими увійшли у Кіровоград із східного напрямку. Три дні — з 5 по 8 січня 1944 року — вони брали участь у боях за обласний центр. Командарм проявив тоді винахідливість, кмітливість, високе знання воєнної тактики. 5-а гвардійська відзначилася у боях за Новоукраїнку, Помічну, інші населені пункти області. У 60-70-ті роки, працюючи на різних посадах Міністерства оборони, генерал Жадов не раз зустрічався з представниками Кіровоградської області у Москві, допомагав їм збирати матеріали для відтворення подій боїв за Кіровоград. Завдяки йому було відкрито зал «Велика Вітчизняна війна» у обласному краєзнавчому музеї, музеях багатьох міст і сіл області. У газетних публікаціях генерал Жадов ділився спогадами про події років війни, описував епізоди, нікому до цього невідомі. На знак вдяки за участь у визволенні міста від німецьких окупантів виконком міської ради народних депутатів 4 січня 1969 року присвоїв Олексію Семеновичу Жадову звання Почесного громадянина Кіровограда (Кропивницького). Його іменем названо вулицю у південно-західній частині міста. Помер О. С. Жадов 10 листопада 1977 року. Похований на Новодівочому кладовищі у Москві. У Кропивницькому не бував.
- Жеванова Єлизавета Іванівна, у шлюбі княжна Голіцина (нар.24 жовтня 1818, Єлизаветград — пом.27 січня 1860, Вісбаден), дружина Григорія Григоровича Голіцина та мати тещі Івана Миколайовича Лопухіна (нар.1862-пом.1942, Флоренція).
- Желтобрюх Віктор Миколайович — генеральний директор ВО «Ельворті». У 1992 році він заснував та став директором ТОВ фірма «Ось». За 12 років підприємство, створене в період ринкових відносин, без необхідного обладнання, технологій, виробничих площ, ринків збуту, виросло в одне з провідних підприємств України з виробництва автомобільних причепів та бджолообладнання. Рішенням двадцять шостої сесії двадцять четвертого скликання Кіровоградської міської ріди від 22 липня 2004 року Віктору Миколайовичу Желтобрюху присвоєно звання «Почесний громадянин м. Кіровограда (Кропивницького)».
- Жилін Віктор Степанович — український радянський футболіст і тренер. Майстер спорту (1962), заслужений тренер України (1967). Тренер «Зірки»
- Жовна Олександр Юрійович — український письменник, кіносценарист. Член Національної спілки письменників України і Національної спілки кінематографістів України. Заслужений діяч мистецтв України (2008). Народився в Кропивницькому.
- Журавський Андрій Володимирович — зоолог, ботанік, географ, дійсний член імператорських Російського географічного та етнографічного товариств.

## З
- Забіляста Лідія Леонідівна — народна артистка України, оперна співачка (сопрано). Народилася 8 березня у селі Олено-Косогорівка, що неподалік від Кропивницького, і навчалася у Кропивницькому музичному училищі.
- Завадський Михайло Ромулович — громадський та педагогічний діяч, редактор, видавець. Один з фундаторів Єлисаветградського земського реального училища, засновник першого в Україні педагогічного часопису «Педагогічний вісник» (1881—1883).
- Загаров Олександр Леонідович — російський і український актор та режисер. Заслужений діяч мистецтв РРФСР (1940). Народився у Кропивницькому.
- Замоцький Ігор Вадимович (1997—2023) — молодший сержант збройних сил України, учасник російсько-української війни. Герой України (2024, посмертно).
- Заньковецька Марія Костянтинівна — українська акторка. У Єлисаветграді розпочала свій творчий шлях.
- Захарова Дарина Федорівна — українська і російська співачка.
- Зейналов Едуард Джангірович — ВР України, заступник голови Комітету з питань економічної політики (з 07. 2006), член фракції Блоку «Наша Україна» (з 04.2006); голова Кіровоградська обласної організації НСНУ.
- Зинов'єв Григорій Овсійович — радянський партійний діяч. Народився у Кропивницькому.
- Золотарьов Гілель (1865—1921) — лікар, відомий своїм лідерством у нью-йоркському єврейському/їдишському анархістському русі. Народився у Єлисаветграді.

## І
- Івашкевич Ярослав — польський письменник. Провів дитинство у Кропивницькому.

## К
- Каліхов Михайло Іванович — Виходець із Росії, він обрав місцем свого проживання Кропивницький і мешкає у ньому вже півстоліття. Учасник Другої світової війни, танкіст Михайло Каліхов брав безпосередню участь у боях за Кропивниччину з німецько-фашистськими військами. У жовтні 1943 року 8-й механізований корпус 5-ї гвардійської танкової армії одним з перших увірвався у південні околиці Кіровограда. Танк лейтенанта Каліхова, долаючи опір ворожої піхоти, прокладав шлях полку. Не встигли танкісти закріпитися у місті, як одержали завдання надзвичайної ваги: здійснити танковий рейд у глибокий тил противника у район Малої Виски. Мета рейду — не дати можливості німцям підтягнути резерви до оточених під Кіровоградом своїх військ, вивести з ладу залізничну станцію та військовий аеродром. Із складним завданням танкісти впоралися на відмінно. Звільнившись у запас, Михайло Каліхов відразу почав працювати у комітеті сприяння військомату. Робота з молоддю захопила ветерана, він їй віддається повністю й дотепер, хоча за плечима — вісімдесят. Він такий же енергійний, невгамовний, беручкий. Зустрічається з призовниками, ділиться з ними спогадами, каже напутнє слово перед відправкою юнаків у частину. А ще допомагає організовувати музейні кімнати бойової слави при школах. Одна з них активно діє у одинадцятій школі. Звання Почесного громадянина Кропивницького М. І. Каліхову присвоєно рішенням виконкому міської ради від 24 листопада 1999 року.
- Калнишевський Петро Іванович — останній кошовий отаман Запорізької Січі. У Єлизаветинській фортеці прийняв у козаки генерал-губернатора Григорія Потьомкіна;
- Кальченко Валерій Михайлович — Народний депутат України 5 і 6 скликань. Народився у Кропивницькому.
- Кандідов Михайло Дмитрович — На початку німецько-радянської війни, у червні 1941 року, Кандідов М. Д. був направлений на Північний фронт — до Білорусі командиром танкового взводу. Під час визволення м. Кіровограда командир 31-танкової дивізії Кандідов М. Д. отримав поранення, знаходився на лікуванні в Кіровоградському військовому госпіталі. Після одужання знову повернувся на фронт. З 1980 року займається активною громадською діяльністю. За його безпосередньої участі створено Кропивницьке міське товариство інвалідів німецько-радянської війни та інших воєн. Кандідов М. Д. 5 років перебував на посаді заступника голови цього товариства. Особисто доклав багато зусиль у забезпеченні соціального захисту прав інвалідів, ветеранів війни, військової служби, громадян похилого віку. На сьогоднішній день Кандідов М. Д. бере активну участь у патріотичному вихованні молоді та призовників, виступає перед шкільною та студентською молоддю, написав книгу спогадів «Сповідь недобитого танкіста», яку друкує суспільно-політичний тижневик «100-й округ», також дана книга готується до друку у м. Кишинів. За визволення молдовського міста Більці йому присвоєно звання «Почесний громадянин м. Більці». Сьогодні він — почесний гість міст Кишинева, Більців (Молдова), Харкова, Москви, Умані. Бойові подвиги відзначені орденами: Червоної Зірки, Червоного прапора, Великої Вітчизняної війни І ступеня, Олександра Невського, Богдана Хмельницького; нагрудними знаками: «За звільнення Харкова», «За звільнення Мінська», «За звільнення м. Білці», «За звільнення м. Кишинів». За мужність, самовідданість, виявлені у боротьбі за свободу і незалежність Вітчизни, особистий внесок у патріотичне виховання підростаючого покоління, активну громадську діяльність нагороджений відзнаками виконавчого комітету Кропивницької міської ради «За заслуги» І, II ступенів.
- Карпенко-Карий Іван (Тобілевич) — драматург та театральний діяч. Корифей українського професійного театру, залишив літературну спадщину (18 довершених п'єс). В м. Кіровограді у 1995 р. відкрито літературно — меморіальний музей ім. Карпенка-Карого. Народився у Кропивницькому.
- Касьонкін Юрій Олександрович — український футболіст, півзахисник і футбольний тренер. Володар Кубка Української РСР 1975 року. Один із секторів стадіону «Зірка» в Кіровограді був названий ім'ям Юрія Касьонкіна, на ньому встановлено меморіальну дошку на його честь. Народився у Кропивницькому.

- Касяненко Віталій Васильович (1992—2022) — капітан Збройних Сил України, учасник російсько-української війни, що загинув у ході російського вторгнення в Україну в 2022 році.
- Кваша Микола Йосипович — генеральний директор російського конструкторського бюро «Лазурит».
- Керим-Гирей (хан) — у часи російсько-турецької війни 1768—1774 не зміг захопити фортецю.
- Світлана Кестхей (* 1971) — угорська гірськолижниця.
- Кобець Григорій Якович — білоруський письменник, кінодраматург.
- Коваль Іван Іванович — учасник німецько-радянської війни, технік.
- Ковальова Людмила Миколаївна — академікиня Нью-Йоркської академії наук;
- Коган Соломон Якович — кінооператор, учасник німецько-радянської війни. Народився у Кропивницькому.
- Козлов-Качан Вулкан Миколайович — письменник. До травня 1941 р. проживав у Кропивницькому.
- Комарова Ольга Альбертівна — українська економістка.
- Компанієць Іван Іванович — український історик.
- Конєв Іван Степанович — радянський воєначальник, Маршал Радянського Союзу (1944). Керував Кіровоградсько операцією радянських військ.
- Коноплянка Євген Олегович — український футболіст, нападник дніпропетровського «Дніпра» та молодіжної збірної України. Народився у Кропивницькому.
- Корінь Антоніна Михайлівна — українська поетеса, громадська діячка, членкиня Національної спілки письменників України з 2002 року.
- Корнєв Федір Минович — український кінооператор. Народився у Кропивницькому.
- Корнієць Леонід Романович — Глава РНК (уряду) УРСР: вересень 1939 р. — лютий 1944 р. Народився у Кропивницькому.
- Котовий Сергій Феліксович (1988—2014) — старший солдат Збройних сил України, учасник російсько-української війни.
- Кочерещенко Григорій Іванович — «старий більшовик» (революціонер від 1905 року), піднімав промисловість на початку радянської влади, будучи у 1920–1941 роки директором Пивзаводу, спілки «Харчовик», директором хлібопекарень та заводу «15 років Жовтня».
- Кочура Олександр Григорович — український футболіст, нападник «Зірки». Грав за місцеві футбольні клуби.
- Кравчинський Сергій Михайлович — революціонер-народник, письменник, що писав італійською, англійською і російською мовами. Провів дитинство у Кропивницькому.
- Крамаренко Олексій Іванович — вчений, професор Харківського технологічного інституту. Під час німецької окупації у 1941—1942 рр. — міський голова (бургомістр, згодом обербургомістр) Харкова. Народився у Кропивницькому.
- Красівський Зеновій Михайлович — український поет, літератор, член Українського Національного Фронту (УНФ) та Української Гельсінської Групи (УГГ). Був учасником УНФ, перші газети яких були видані в Кропивницькому та деяких інших містах.
- Кривохижа Анатолій Михайлович — творець і довголітній керівник легендарного заслуженого самодіяльного ансамблю народного танцю України «Ятрань» Анатолій Кривохижа починав свій творчий шлях у хореографічне мистецтво із спорту. Закінчивши у 1956 році Омський (Росія) інститут фізичної культури, Кривохижа став тренером з легкої атлетики. Та вже наступного року повернувся у Кропивницький, де народився (1 грудня 1925 року) і провів дитинство. У рідному місті очолив самодіяльний танцювальний колектив при Будинку культури ім. Калініна. Один з його найкращих учнів і автор книги про «Ятрань» «Степова Терпсихора» Борис Кокуленко пояснює цей феномен так. Анатолій Михайлович змушує глядача через старовину торкатися нашої генетичної духовності, пробуджує в нас почуття невмирущої ностальгії і нагадує нам, що ми — українці. Усвідомлення того, що ми українці відчуваєш при одному дотику до високого мистецтва, що його ніс у світ, та несе й тепер народний артист України Анатолій Кривохижа. Саме з цього й виходили учасники сесії міської ради, на якій 6 березня 1998 року прийняли рішення присвоїти А. М. Кривохижі звання Почесного громадянина м. Кіровограда (Кропивницького).
- Кропивницький Марко Лукич — драматург, театральний діяч, композитор, актор. Фундатор українського професійного театру, організатор та керівник кількох українських труп. 2016 року, внаслідок декомунізації, місто Кропивницький отримало свою сучасну назву на його честь. В місті у 1982 р. відкрито меморіальний музей М. Л. Кропивницького. Народився в с. Бежбайраки Кіровоградської обл.
- Кулик Олексій Семенович — лікар, батько Леоніда Кулика. Народився у Кропивницькому в 1856 році. Завідувач Єлисаветградською міською лікарнею у 1885 році. Член Єлисаветградського медичного наукового товариства та елисаветградський гурток Громади. Похований в Бобринці.
- Крутой Ігор Якович — російський композитор, власник і керівник продюсерської компанії «АРС», незалежної агенції з авторських прав, низки російських і закордонних музичних ЗМІ. Навчався у Кропивницькому музичному училищі.
- Куліш Микола Гурович — український письменник, режисер, драматург, громадський діяч, газетяр і редактор, діяч української освіти, педагог. Після демобілізації керував органами народної освіти в Олешківському повіті, редагував газету «Червоний Шлях» у Кропивницькому.
- Куроп'ятников Григорій Олександрович — учасник німецько-радянської війни, командир відділення мінерів.

## Л
- Лемберг Григорій Мойсейович (1873, Єлисаветград — 1945) — російський і радянський фотограф, кінооператор, режисер. З 1910 року — фотограф та оператор першої російської кінофірми О. Дранкова. До 1917 року зняв понад тридцять ігрових фільмів.
- Леонтович Микола Павлович — міський голова Миколаєва (1909—1917), фундатор миколаївського зоопарку. Народився у Кропивницькому.
- Литвин Юрій Олексійович — ВР України, член фракції «Блок Литвина» (з 11.2007), заступник голови Комітету з питань Регламенту, депутатської етики та забезпечення діяльності Верховної Ради України (з 12.2007); Кіровогр. облдержадмін.
- Литвинов Микола Юхимович — учасник Другої світової війни, командир взводу. Помер у Кропивницькому.
- Лишневський Олександр Львович — російський і український, радянський архітектор, відомий зведенням будівель у стилі модерн та неокласицизм, в першу чергу, в Санкт-Петербурзі, а також у Єлисаветграді.
- Ліпатов Андрій Юрійович — видатний художник. Народився в м. Коломна, Росія. Проживав і помер в м. Кропивницький.
- Ломко Олександр Сергійович — український футболіст, захисник футбольного клубу «Зірка» (Кропивницький), учасник студентських футбольних змагань у складі МАУП.
- Луценко Олександр Устимович — український актор. Народний артист України (1971). Народився у Кропивницькому.
- Луцкевич Юрій Павлович — художник
- Любарський Роман Рафаїлович — український журналіст, публіцист, поет.
- Любович Юрій Васильович — український хоровий диригент. Заслужений діяч мистецтв України (1993). Почесний громадянин Кропивницького (2005).

## М
- Маланюк Євген Филимонович — поет, літературознавець, культуролог, історіософ української діаспори. Учасник визвольних змагань доби УНР.
- Манізер Матвій Генріхович — російський скульптор. Створив пам'ятник Сергію Кірову в Кіровограді (1937).
- Маринський Іван Антонович — учасник Другої світової війни, старший сержант. Закінчив школу спеціалістів сільського господарства в Кіровограді (1953)
- Марчук Євген Кирилович — від 1963 оперуповноважений управління КДБ в Кіровоградській області, Голова Служби безпеки України (1991—94), займав численні державні посади, в тому числі Прем'єр-міністр України.
- Матівос Юрій Миколайович — відомий сучасний кіровоградський журналіст і краєзнавець.
- Матюхін Сергій Володимирович — український футболіст, захисник київського «Арсенала», колишній гравець національної збірної України. Дебютував у складі команди в чемпіонаті України 4 вересня 1997 року, вийшовши на заміну у матчі проти «Зірки» (Кропивницький)
- Махно Нестор Іванович — ватажок анархістського руху в 1917—1921 років, керівник повстанських загонів. Неперевершений тактик ведення партизанської війни.
- Мезенцев Руслан Володимирович — український гімнаст, призер Олімпійських ігор. Народився у Кропивницькому.
- Мейтус Юлій Сергійович — український радянський композитор, народний артист України (1973), Заслужений діяч мистецтв Туркменської РСР (1944) та Української РСР (1948). Лауреат державної премії СРСР та державної премії УРСР ім. Т. Г. Шевченка. Творча спадщина — понад 200 вокальних творів та 15 опер. Народився у Кропивницькому.
- Мельстер Ольга Володимирівна (1991—2022) — українська військовослужбовиця, учасниця російсько-української війни.
- Митрополит Михайло — митрополит Української православної церкви Канади. В Кропивницькому у 1941 р. його застав прихід німців. Ієрарх Кіровоградської єпархії.
- Михайленко Дмитро Станіславович — український футболіст та футбольний тренер. Тренер дублюючого складу дніпропетровського «Дніпра». Народився у Кропивницькому.
- Михалевич Опанас Іванович — український громадський діяч XIX ст., організатор українського гуртка в місті, лікар за фахом.
- Мігель Ольга Василівна — українська молодіжна письменниця-фентезистка
- Мозес Гомберг — американський хімік-органік. Народився у Кропивницькому.
- М'ягкий Віктор Михайлович — після закінчення лікувального факультету Дніпропетровського медичного інституту кілька років працював лікарем-урологом урологічного відділення обласної лікарні м. Кропивницького, а з травня 1988 року очолює урологічне відділення міської лікарні швидкої медичної допомоги, є позаштатним спеціалістом Кропивницького міськздороввідділу. Рішенням Кіровоградської міської ради від 24 липня 2003 року Віктору Михайловичу М'ягкому присвоєно звання Почесного громадянина Кіровограда (Кропивницького). Є щось символічне у тому, що таким чином вшановано людину найгуманнішої у світі професії, яка готова будь-якої миті прийти на допомогу тим, хто її потребує. Щоб не переривався на землі вічний ланцюг життя.

## Н
- Негретов Павло Іванович — радянський історик, член НТСНП.
- Назаренко Сергій Юрійович — український футболіст, який грає за ФК «Дніпро» і національну збірну України. Футболіст «Зірки».
- Натієв Зураб Георгійович — полковник російської імперії, осетин за національністю. Навчався у Кропивницькому.
- Нейгауз Генріх Густавович — російський піаніст і педагог, професор Московської консерваторії. В м. Кропивницькому у 1981 р. відкрито музей Г. Г. Нейгауза.
- Нейштадт Яків Ісайович — ізраїльський, а раніше радянський і російський шахіст, шаховий літератор, журналіст та історик. Редактор журналу «64» (1977—1979). Майстер спорту СРСР (1961), міжнародний майстер ІКЧФ (1971), заслужений міжнародний майстер ІКЧФ (2003), суддя всесоюзної категорії (1975). Брав участь у боях під Кіровоградом.
- Непоменко Федір Іванович — прозаїк, член Спілки письменників України (1983). У Кропивницькому написав збірку «За дверью — тишина».
- Нечитайло Андрій Михайлович — український журналіст. Заслужений журналіст України (1997). Почав роботу журналістом з посади завідувача відділу листів у газеті «Молодий комунар».

## О
- Олеша Юрій Карлович — російський прозаїк і драматург. Народився у Кропивницькому.
- Онул Микола Леонідович — український політик. Депутат Кіровоградської обласної ради. Член Партії регіонів. Президент Корпорації «XXI століття». Президент футбольного клубу «Зірка» (Кропивницький).
- Осмьоркін Олександр Олександрович — художник, професор живопису. Творча спадщина — понад 700 творів живопису, графіки, театральних декорацій; автор педагогічної системи «Виховання молодих художників». В м. Кропивницькому у 1994 р. відкрито художньо-меморіальний музей О. О. Осмьоркіна. Народився у Кропивницькому.
- Остен-Сакен Дмитро Єрофійович — з 1835 року призначається командиром 2-го резервного кавалерійського корпусу, штаб якого знаходився у Кропивницькому. П'ятнадцять років граф Остен-Сакен був фактично правителем міста, коли воно входило до військових поселень. Своїм благоустроєм Кропивницький (тоді Єлизаветград) багато чому зобов'язаний корпусному командиру, зазначає колишній міський голова Олександр Пашутін. Завдяки йому було збудовано кілька найкращих будинків та інших споруд, що належать місту. Це, зокрема, адмінприміщення, великий міст через Інгул, сади і бульвари, що існують і тепер. Було висаджено дерева на Ковалівці та інших вулицях. За клопотанням Дмитра Єрофійовича розпочато покриття бруком проїжджих частин вулиць. У ті часи для виконання цих робіт вимагався дозвіл столиці і граф брав на себе громадські обов'язки «ходока» у царські кабінети.

## П
- Параконьєв Костянтин Йосипович — український актор, режисер. Народний артист України (1979). Лауреат Державної премії України ім. Т. Г. Шевченка (1970). Народився у Кропивницькому.
- Паученко Яків Васильович — архітектор. Автор архітектурного ансамблю історичного центру м. Кропивницького. У 2002 р. засновано обласну премію в галузі архітектури, декоративно-ужиткового мистецтва та геральдики імені Я. В. Паученка.
- Пашутін Олександр Миколайович — колезький радник, Міський голова Єлизаветграда (1878–1905), почесний громадянин міста.
- Педько Григорій Миколайович — директор Кропивницького обласного академічного театру ляльок (від 1998 року).
- Пестушко Костянтин Юрійович (Кость Степовий-Блакитний) — військовий діяч, отаман Степової дивізії, Головний отаман Холодного Яру.
- Петров Йосип Опанасович — російський співак. Один з основоположників російської вокально-сценічної школи.
- Полянський Віктор Павлович — український футболіст, футбольний тренер. Відмінник освіти України. Футболіст «Зірки»
- Поляновський Георгій Олександрович — музикознавець, музичний критик, член спілки композиторів. У період 1930-х — 1970-х років — визначний музичний діяч СРСР, рецензент та «державний цензор», автор численних соцпропагандистських пісень.
- Потьомкін Григорій Олександрович — російський державний і військовий діяч, один з полководців Єлисаветграду. За його підтримки у Єлисаветграді в 1788 р. була заснована перша в Україні медико-хірургічна школа при фортечному шпиталі.
- Пузаков Володимир Тихонович — український політичний діяч, народний депутат 4-го скликання від Комуністичної партії України. У 2007—2010 роках — міський голова Кіровограда.
- Пустовойтовський Володимир Семенович (1934) — будівельник, народний депутат України (1994—1998).
- П'ятов Андрій Валерійович — український футболіст, воротар «Шахтаря» (Донецьк) і національної збірної України. Футболіст «Зірки»
- Мауріц Подолофф — перший президент АХЛ (Американської Хокейної Ліги) та засновник й перший президент НБА (Національної баскетбольної Ліги) в США.

## Р
- Ратмиров Андрій Юхимович — актор героїчного плану і режисер, родом з Кропивницького.
- Решетов Олександр Олексійович — український філософ, педагог, самодіяльний композитор. Кандидат філософських наук, доцент. Член-кореспондент Міжнародної кадрової академії. Відмінник освіти України. У Кіровоградському інституті сільськогосподарського машинобудування (нині Кропивницький національний технічний університет) працює з 1977 року старшим науковим співробітником, доцентом, проректором із навчально-виховної роботи (у 1989—1993 роках). Нині завідувач кафедри філософії.
- Родимцев Олександр Ілліч — Коли корпус полковника Родимцева підійшов до Кіровограда, він мав найменування «Полтавський», був нагороджений орденом Червоного Прапора. У складі 5-ї гвардійської дивізії генерала Жадова корпус Родимцева увесь час перебував на напрямку головного удару. 8 січня 1944 року полковник Родимцев із своїм корпусом вступив у Кіровоград. Переможну крапку у війні командир корпусу поставив на Ельбі, де зустрівся з військами союзників, а потім виступив на Прагу. На грудях мужнього комкора Родимцева засяяла друга Золота Зірка Героя Радянського Союзу, а на плечах — генеральські погони. На святкування 30-річчя визволення Кіровограда у січні 1974 року прибув генерал-полковник О. І. Родимцев. Тут йому й вручали посвідчення Почесного громадянина Кропивницького, якого він удостоєний 28 жовтня 1973 року.
- Романов Федір Анатолійович (1983—2014) — старший солдат Збройних сил України, учасник російсько-української війни, загинув під Іловайськом.
- Ротань Руслан Петрович — український футболіст, який грає за «Дніпро» Дніпропетровськ і національну збірну України. Перейшов із «Дніпра» Дніпропетровськ до «Динамо» Київ влітку 2005 року. У середині сезону 2007/08 повернувся до «Дніпра». Футболіст «Зірки».
- Ротмистров Павло Олексійович — блискуче проведена Кіровоградська наступальна операція вдалася завдяки рішучим і чітким діям генерала Ротмистрова, якому невдовзі присвоїли звання маршала бронетанкових військ. Найкращим частинам 5-ї гвардійської танкової армії, які брали участь у визволенні обласного центру, присвоєно звання Кіровоградських, 29-й та 18-й танкові корпуси нагороджені орденами Червоного Прапора. Після закінчення війни маршал Ротмистров поєднував службу безпосередньо у військових з'єднаннях з науковою роботою у Академії бронетанкових військ. Павло Олексійович — доктор воєнних наук, професор, автор книги «Танки на війні». У місті, Почесним громадянином якого він став 23 жовтня 1973 року, не бував.
- Рудик Григорій Опанасович — радянський військовий діяч.
- Русол Андрій Анатолійович — український футболіст. Захисник «Дніпра» (Дніпропетровськ) і національної збірної України. Народився у Кропивницькому. Футболіст «Зірки».

## С
- Савутін Захарій Іванович — титулярний радник, землевласник (з родини дворян Супруненків);
- Савка Михайло Степанович — радянський та український футболіст і тренер. Футболіст «Зірки»
- Садовий Микола Ілліч — Народний депутат України 4 скликання від СПУ (2005—06);
- Садовський Микола (Тобілевич) — актор, режисер і громадський діяч. Корифей українського побутового театру; брат І. Карпенка-Карого, П. Саксаганського й М. Садовської-Барілотті. Вчився в Єлисаветградському реальному училищі.
- Сак Володимир Трохимович — радянський футболіст. Нападник, грав, зокрема за «Чорноморець» (Одеса). Футболіст «Зірки»
- Сак Юрій Миколайович — український футбольний тренер, у минулому — гравець збірної України з футболу, низки радянських, українських та російських футбольних клубів. Грав на позиціях півзахисника та захисника. Нині один з тренерів ФК «Зірка» (Кропивницький).
- Саксаганський Панас Карпович (Тобілевич) — Актор, режисер, письменник. Один з учасників і організаторів театрального життя в Україні кінця XIX — першої половини XX ст.
- Саламаха Валентина (*1986) — азербайджансько-українська гандболістка. Майстер спорту України.
- Самчук Іван Оникійович — командир 32-го гвардійського стрілецького корпусу, бійці якого в січні 1944-го в ході Кіровоградської наступальної операції одними з перших увійшли у Кіровоград, відбивши місто від німецьких військ. Почесний громадянин Кропивницького.
- Семенов Дмитро Іванович — герой Радянського Союзу.
- Середин Костянтин Хризанфович — генеральний хорунжий армії Української Держави.
- Симоненко Володимир Степанович — український джазовий піаніст, музикознавець, музично-громадський діяч, заслужений працівник культури України (1995). Народився у Кропивницькому.
- Симоненко Олександр Сергійович — український велосипедист, призер Олімпійських ігор. Народився у Кропивницькому.
- Скирда Людмила Михайлівна — українська поетеса, критикиня, літературознавиця. Народилась у Кропивницькому.
- Скляр Микола — військовий діяч часів УНР, повстанський отаман (1919—1920), командир кавалерійського полку, другий помічник командувача Кримського корпусу Повстанської армії Нестора Махна, командир ударно-розвідувального загону Степової дивізії Костя Блакитного (серпень — жовтень 1920).
- Слободянюк Руслан Миколайович (1979—2015) — солдат Збройних сил України, учасник російсько-української війни 2014—2017.
- Слюсар Борис Іванович — український письменник-гуморист, композитор, аранжувальник-баяніст, музичний педагог. Член Кіровоградського обласного літературного об'єднання «Степ».
- Смоленчук Микола Кузьмович — прозаїк і літературознавець, член Спілки письменників України.
- Соловйов Максим Терентійович — відомий єлизаветградський купець початку 1900-х років.
- Сорокін Ігор Григорович — радянський футболіст. Нападник, виступав, зокрема за «Уралмаш» (Свердловськ), «Спартак» (Москва), «Карпати» (Львів) і «Зірку» (Кропивницький).
- Сосенко Костянтин Федорович — український футболіст та футбольний агент, виступав за національну збірну Туркменістану. У 1996 та 1997 роках грав у фінальних матчах Кубка України. Футболіст «Зірки»
- Спір Африкан Олександрович — німецькомовний філософ-неокантианець 19 століття з України, відомий своїм великим впливом на Фрідріха Ніцше та Теодора Лесінґа, який присвятів логіці Спіра тему своєї докторської дисертації. Син О. О. Спіра. Народився у Кропивницькому.
- Степанов Михайло Дмитрович — До наших днів на стінах деяких приміщень міста можна побачити написи «Перевірено, мін немає». Вони нагадують нам про тривожні дні зими 1944 року, коли відбувалися жорстокі бої на вулицях Кіровограда при вигнанні з нього гітлерівських окупантів. Відступаючи, німці намагалися вивести з ладу життєво важливі об'єкти промисловості, комунальне господарство, житло. Щоб не допустити руйнації, за наказом командування 2-м Українським фронтом була створена 27-а окрема інженерна бригада спеціального призначення для розвідки і розмінування міста. Одну з груп бригади очолив майор Михайло Дмитрович Степанов. Працювати доводилося у надзвичайно складних умовах, кожен нечіткий крок, рух мінерів міг закінчитися трагедією — мінер помиляється у житті лише один раз. Фашисти планували зірвати Балашівський залізничний міст через Інгул, заклавши під нього кілька зарядів. Під безперервним артилерійським вогнем мінери групи Степанова на 40-метровій висоті знешкодили вибухівку. Чимало об'єктів міста було міновано авіабомбами з додатковими авіаційними електровибухівками. Лише на заводі «Червона зірка» було виявлено 40 таких фугасів. Завдяки досвіду майора Степанова і вмілим діям групи мінерів у складі Тертишного, Попова, Шаєва і Саєнка смертельне начиння вдалося вивезти з цехів підприємства. У підвалі школи № 30 у печі було виявлено комбінований «сюрприз» натяжної дії. Такі ж знаходилися і на поштамті. Розмінування міста тривало з 8 січня по 1 лютого 1944 року. За цей час було перевірено майже 120 кілометрів вулиць, 418 кварталів, понад 330 приміщень, знешкоджено майже дві з половиною тисячі фугасів та авіабомб. Завдяки мужнім діям мінерів місто було врятовано від значних руйнувань. Враховуючи подвиг мінера Михайла Дмитровича Степанова, рішенням 6-ї сесії міської ради від 30 грудня 1998 року йому присвоєно звання «Почесний громадянин м. Кіровограда (Кропивницького)».
- Степняк-Кравчинський Сергій Михайлович — російський письменник, революціонер-народник. Учасник ходіння в народ, член «Народної волі», автор книг «Подпольная Россия», «Россия под властью царей» та ін.
- Сухомлинський Василь Олександрович — педагог, що з 1948 по 1970 рік керував педагогічним колективом Павлиської середньої школи. 13-а сесія Кіровоградської міськоїради 22 скликання рішенням від 6 березня 1998 року присвоїла В. О. Сухомлинському звання Почесного громадянина міста.

## Т
- Тамм Ігор Євгенович — радянський учений, фізик, академік, лауреат Нобелівської премії з фізики. Закінчив Єлисаветградську гімназію.
- Тараканов Микола Михайлович — український хоровий диригент і педагог. Народився у Кропивницькому.
- Татомир Костянтин Іванович — вчений у галузі гірничої справи родом з м. Кропивницького, член-кореспондент АН УРСР (з 1939).
- Тарковський Арсеній Олександрович — російський поет, перекладач. Народився у Кропивницькому.
- Тетеревятникова Тетяна Сергіївна (* 1989) — українська тхеквондистка, заслужений майстер спорту України, чемпіонка світу 2013 року, багаторазова призерка.
- Тихон Березняк — голова Єлисаветградського повстанчкому, який входив у підпорядкування Холодноярській республіці.
- Топачевський Андрій Олександрович — український сценарист. Отримав диплом VI республіканського кінофестивалю дитячих та юнацьких фільмів, Кіровоград, 1978 р.
- Тютюшкін Семен Фокович — машиніст-інструктор.
- Тростанецький Мойсей Маркович — Ректор Дніпропетровського медінституту (1936—1947)

## У
- Уманський Лейба Зелікович — власник складу землеробних машин в Єлизаветграді, землевласник, купець.
- Урусова Ганна Олександрівна — княгиня, велика землевласниця.

## Ф
- Федоровський Петро Федорович (1864—1944) — архітект, митець, український громадський діяч у Харбіні
- Федосенко Артур Володимирович (1971—2018) — старший солдат Збройних сил України, учасник російсько-української війни.
- Фет Афанасій Афанасійович — російський поет-лірик, перекладач, мемуарист.
- Фісанович Ізраїль Ілліч — учасник німецько-радянської війни, командир підводного човна.
- Фостун Святомир — український письменник і журналіст, громадський діяч родом із Галичини. Помер на шосе Львів — Кропивницький.
- Френкель Олександр — німецький боксер-професіонал українського походження.

## Х
- Хижняк Олексій Леонідович (1999—2022) — старший сержант Збройних сил України, учасник російсько-української війни. Герой України (посмертно).
- Хорват Іван Самійлович — генерал-поручник, сербський полковник.
- Хмура Олександр Олексійович — видатний український педагог, публіцист.

## Ч
- Чабаненко Євгенія Михайлівна — політична діячка. «Почесний громадянин м. Кропивницького». Єдина жінка, якій виявлена така честь.
- Чеботарьов Микола Григорович — український і російський математик. Член-кореспондент АН СРСР (1929). Засновник Казанської алгебраїчної школи. Деякий час перебував у Кропивницькому.
- Черевко Кім Михайлович — виконком Кіровоградської міської Ради народних депутатів.
- Черненко Платон Петрович (Чорний Ворон) — військовий діяч часів УНР, повстанський отаман.
- Чигирин Юрій Юрійович — політолог, публіцист, поет. Автор наукової монографії «Політична ідеологія: минуле, сучасне, майбутнє», а також художніх книжок «Поріг пророків», «Пригорщ заліза», «Лемент легіону мовчань». Голова Фонду політичних стратегій. Член Національної спілки журналістів України (з 1998). Народився у Кропивницькому (1974).
- Чикаленко Євген Харламович — громадський і культурний діяч, мемуарист, меценат, видавець. Видавець газет «Громадська думка», «Рада».
- Чичибабін Борис Олексійович — український поет-шістдесятник
- Чмига Ганна Федорівна — чекіст, активний організатор і учасник колективізації й розкуркулення у 1930-х роках, зробила кар'єру (період Голодомору в Україні), потому в органах держбезпеки СРСР у Москві.
- Чорновіл В'ячеслав Максимович — літературний критик, публіцист, діяч руху опору проти русифікації та національної дискримінації українського народу. Голова Народного Руху України. Народний депутат України. Останній день життя провів у Кропивницькому. Загинув дорогою до Києва в той же день.
- Чорногузько Іван Якович (Чорний Ворон) — військовий діяч часів УНР, георгіївський кавалер, вільний козак, повстанський отаман.
- Чорномаз Павло Олегович — український футболіст, півзахисник кіровоградської «Зірки».
- Чукмасов Сергій Федорович — український радянський технолог-машинобудівник, триболог, доктор технічних наук.

## Ш
- Шабадаш Арнольд Леонович — вчений, доктор медичних наук. Учень академіка Володимира Воробйова.
- Шаповалов Олексій Трохимович — ветеран-розвідник ІІ-ї світової війни, з 1943 до 1983 року на комсомольських та партійних керівних посадах в Кропивницькому.
- Шаран Володимир Богданович — радянський та український футболіст і тренер. Півзахисник, грав, зокрема, за «Карпати» (Львів), «Динамо» (Київ) і «Дніпро». Провів 1 матч за національну збірну України. Був тренером «Зірки».
- Шаров Ігор Федорович — Народний депутат України;
- Шимановський Кароль — польський композитор, піаніст, педагог, музичний діяч і публіцист. Народився і більшу частину свого життя провів в Україні. Творча спадщина — 4 симфонії, 2-й концерт для скрипки з оркестром, соната, 2 струнні квартети, 4 кантати та ін.
- Шканд Ян Григорович — «старий більшовик», займав у період 1919–1950 років керівні посади в партійних структурах, зокрема у їхніх фінансових відділах.
- Штурко Юрій Юрійович — український футболіст, нападник криворізького «Кривбаса». Футболіст «Зірки»
- Шульгин Яків Миколайович — історик, педагог, громадсько-культурний діяч, співтворець культурного відродження України кінця 19 — початку 20 століть.
- Шульгин Володимир Якович — студентський діяч, син Якова Шульгина, організатор і керівник Української Студентської Громади в Києві, заснованої 1913 року. Загинув у бою під Крутами.
- Шутенко Кім Олександрович — композитор, педагог, громадсько-культурний діяч, засновник музично-теоретичної освіти Кропивниччини. Член Спілки композиторів СРСР і України. Викладав у Кропивницькому музичному училищі.

## Я
- Яновський Юрій Іванович — український прозаїк, драматург, кіносценарист.
- Яриніч Володимир Іларіонович — видатний медик, депутат кіровоградської обласної ради.
- Яровий Михайло Михайлович (1977—2018) — солдат Збройних сил України, учасник російсько-української війни.